# آکروجت

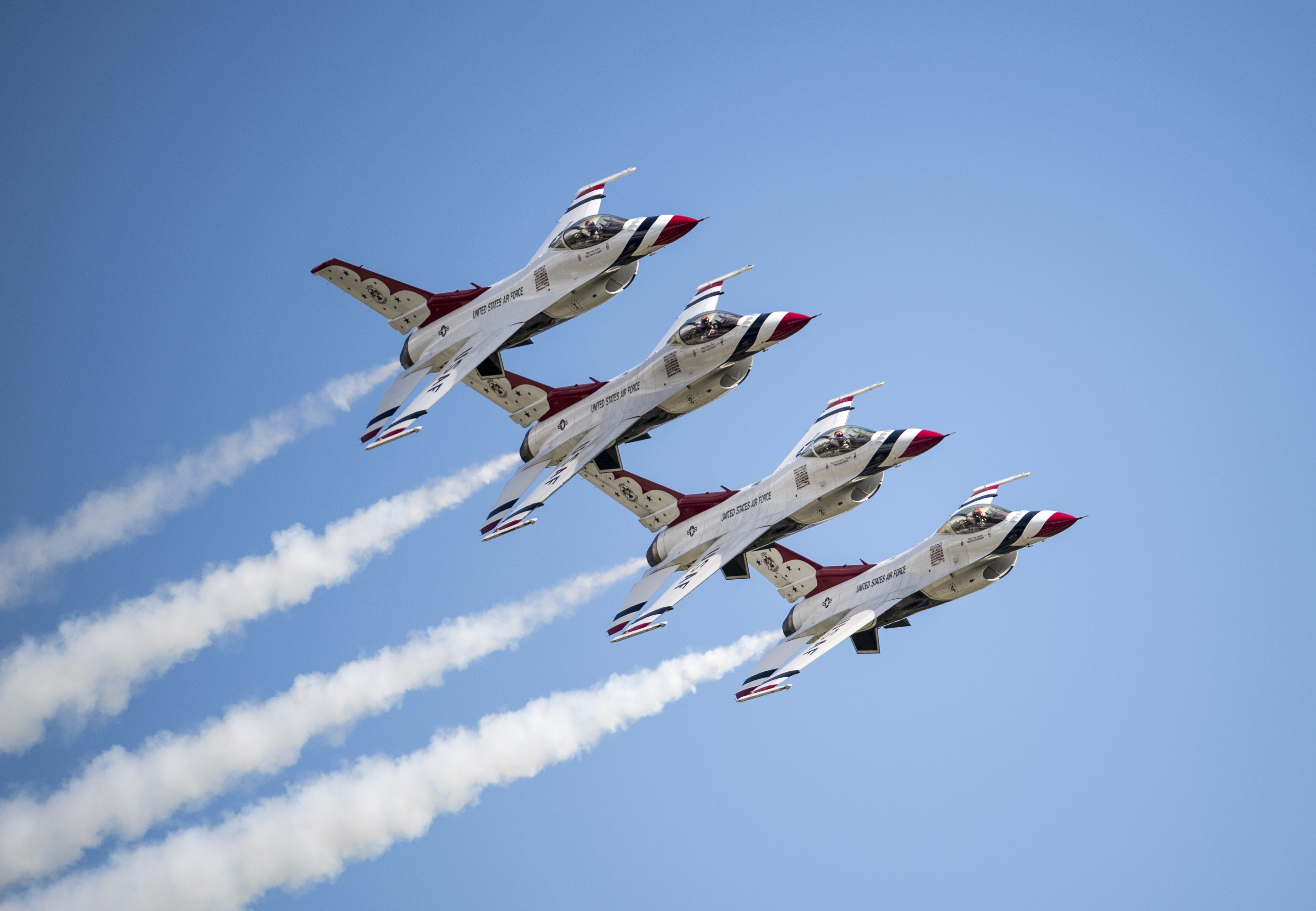
چهار فروند اف-۱۶ فالکن سی تیم آکروجت تاندربردز نیروی هوایی ایالات متحده آمریکا در حال اجرای نمایش هوایی بر فراز پایگاه هوایی پیتسبرگ در پیتسبرگ، پنسیلوانیا.

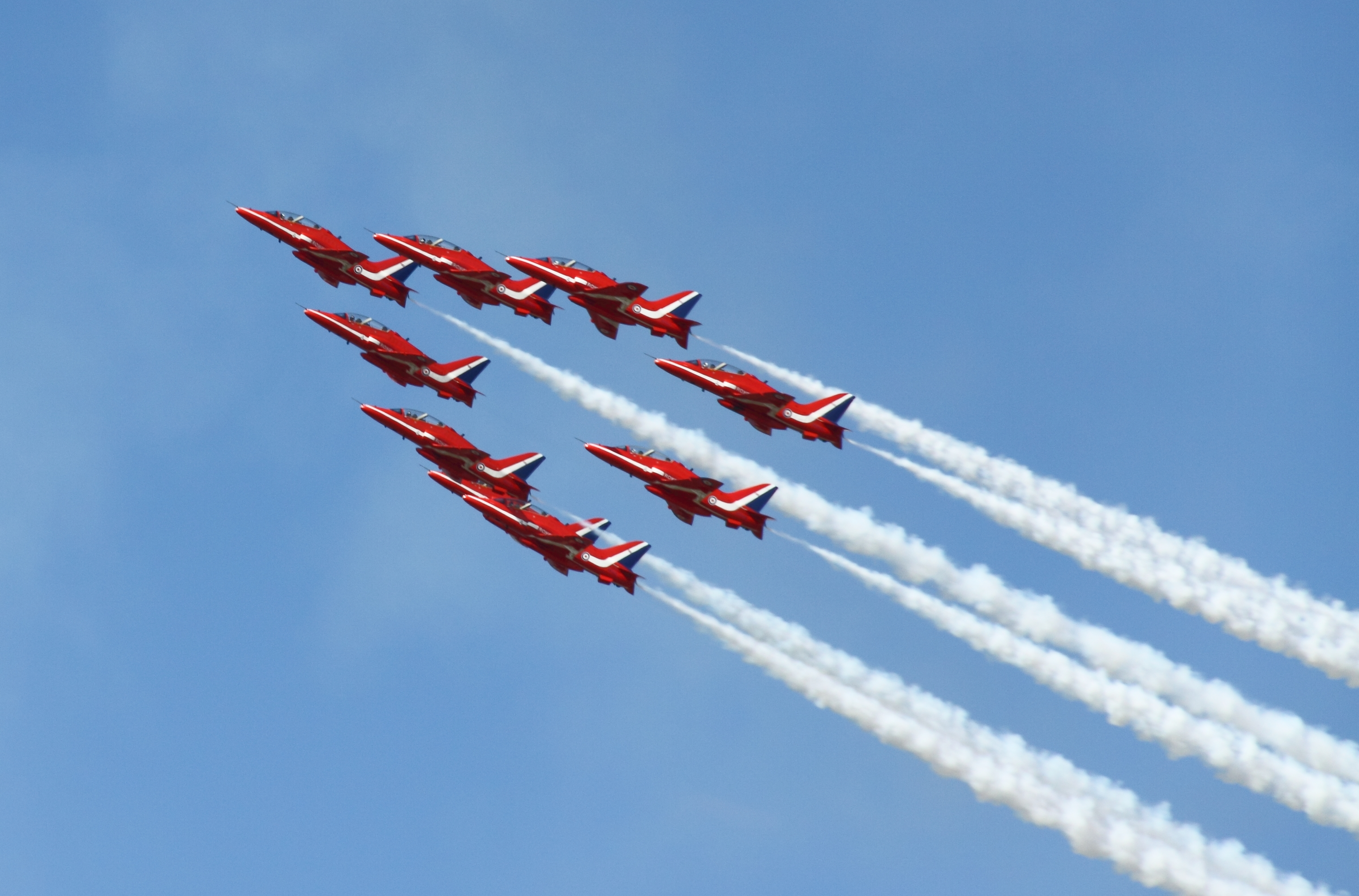
۹ فروند بی‌ای‌ئی هاوک تیم آکروجت پیکان‌های سرخ نیروی هوایی سلطنتی بریتانیا در حال اجرای نمایش هوایی بر فراز فرودگاه نیروی هوایی سلطنتی اسکامپتون.

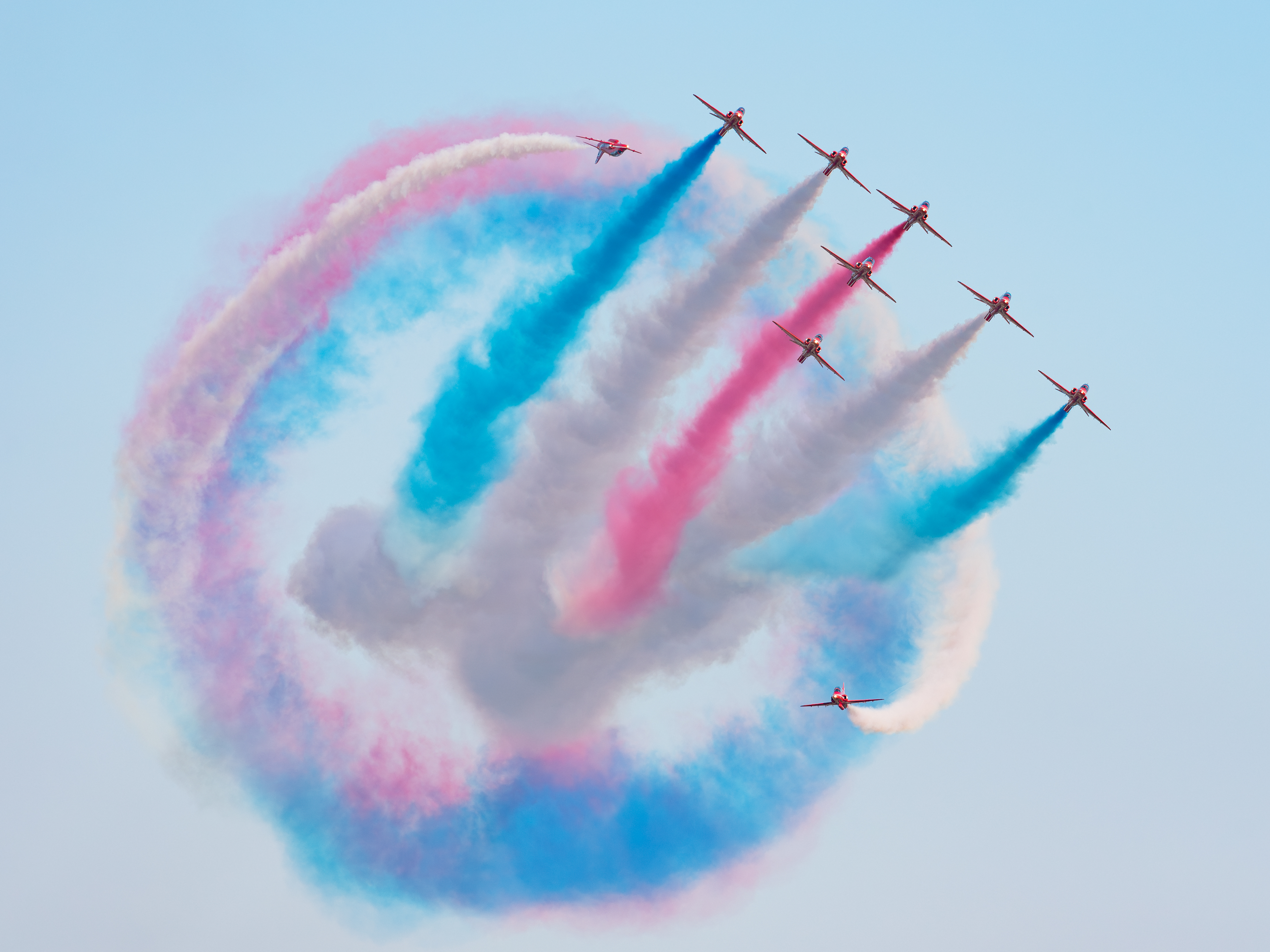
۹ فروند بی‌ای‌ئی هاوک تیم آکروجت پیکان‌های سرخ نیروی هوایی سلطنتی بریتانیا در حال اجرای «مانور گردباد»، یک مانور پیچیده و سریع هوایی که شامل چرخش‌های هماهنگ و تغییرات ناگهانی مسیر برای نمایش قدرت و دقت تیم است، بر فراز فرودگاه داکسفورد.

آکروجت (انگلیسی: Aerobatics) به تمرین مانور پرواز گفته می‌شود که در آن از هواپیماهایی استفاده می‌شود که در پرواز عادی به‌کار نمی‌روند. نمایش آکروجت با استفاده از هواپیما و بادپر و با اهداف آموزشی، تفریحی، سرگرمی و ورزشی انجام می‌شود. همچنین برخی از بالگردها مانند MBB Bo 105 نیز دارای قابلیت مانور آکروباتیک محدود هستند.
بیشتر مانورهای آکروجت با چرخش هواپیما به دور محور طولی یا عرضی خود انجام می‌شود. برخی دیگر از مانورها نیز با چرخش هواپیما به دور محور افقی صورت می‌گیرد. پرواز آکروباتیک نیازمند مهارت‌های بالای خلبانی نسبت به پرواز عادی است. در برخی کشورها خلبان باید به هنگام اجرای پرواز آکروباتیک از چتر نجات استفاده کند.
آموزش آکروجت قابلیت‌های خلبان را برای شرایط غیرعادی پرواز افزایش می‌دهد و بنابراین عنصری اساسی در بسیاری از برنامه‌های آموزش ایمنی پرواز برای خلبانان است.